# Diploicia canescens
Espèce
Diploicia canescens est une espèce de lichen encroûtant commun sur les rochers et les écorces. Il s'agit d'une espèce résistante à la pollution atmosphérique.

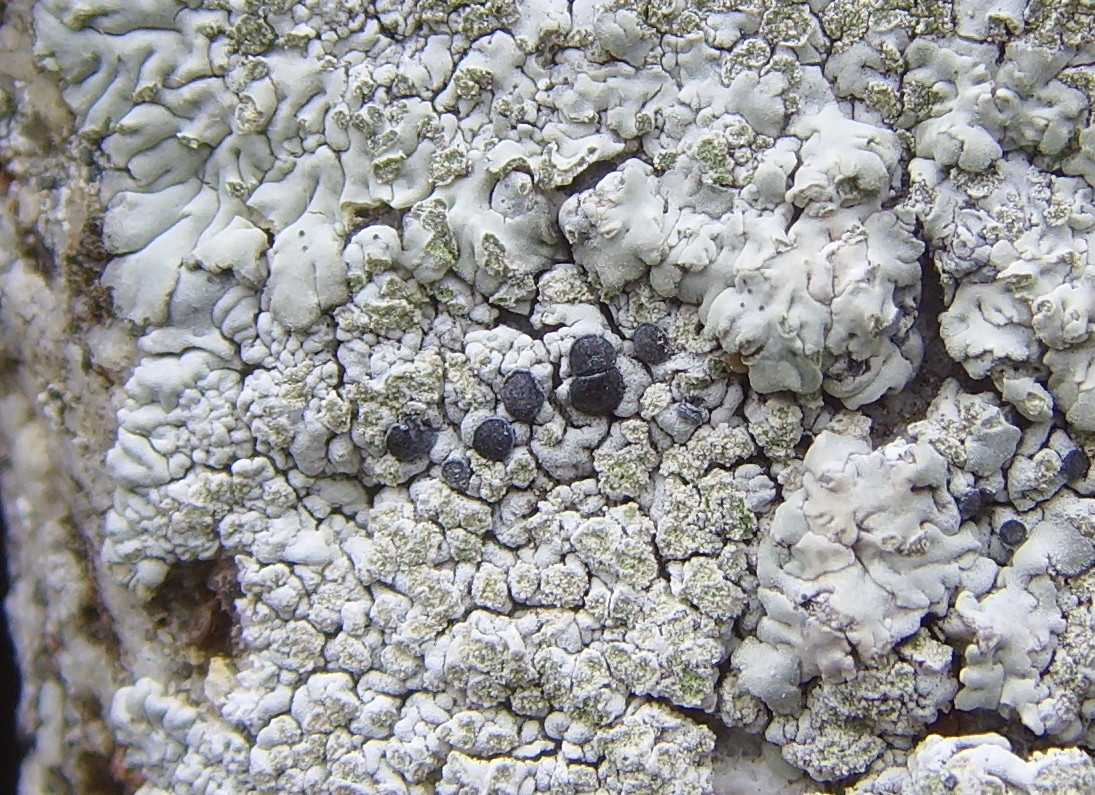
Apothécies de Diploicia canescens